# Grendel

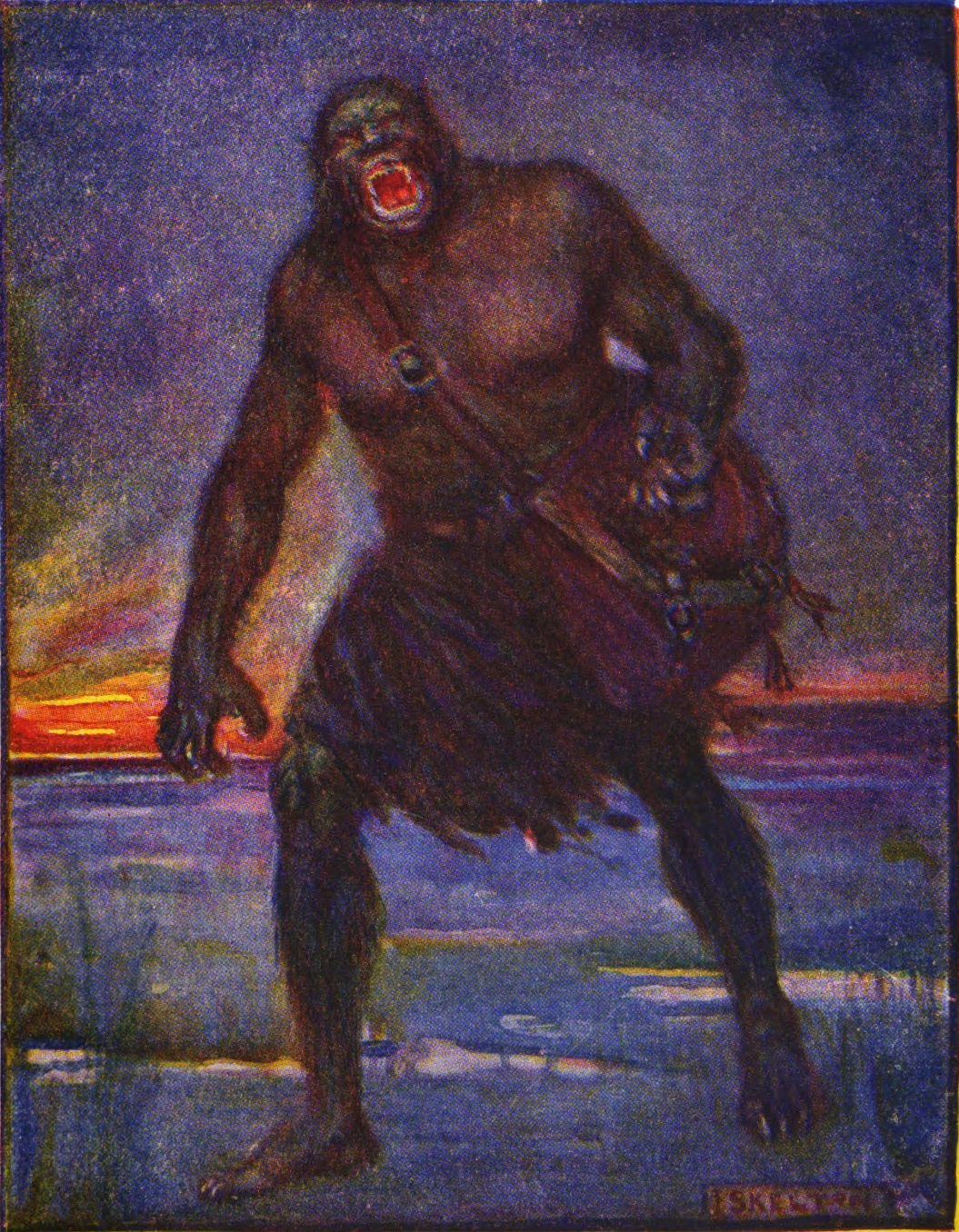
Grendel – ilustracja z 1908 roku autorstwa J. R. Skeltona

Grendel – jeden z głównych bohaterów anglosaskiego poematu heroicznego Beowulf.

## Legenda
Grendel był potworem nękającym królestwo duńskie rządzone przez króla Hrothgara. Jego siłę stanowiło to, iż nie można było zranić go żadną bronią. Według legendy pokonał go Beowulf, który akurat gościł na dworze duńskim. Beowulf podczas walki oderwał gołymi rękami potworowi jedną z łap powodując jego ucieczkę i wykrwawienie się. Jako trofeum przyniósł królowi olbrzymią głowę potwora.
Etymologia imienia potwora nie jest jasna. Według niektórych teorii oznacza „zgrzytającego zębami”, a inni filolodzy imię to wywodzą od grand („piasek, dno morskie”), co by było logiczne biorąc pod uwagę miejsce zamieszkiwania Grendela i jego matki. Źródłosłów nazwy Grendel może również wskazywać na pokrewieństwo z rdzeniem słowotwórczym „grind” oznaczającym szlifowanie, co zostało wykorzystane rozwinięte w interpretacji tego imienia jako „szlifierz”, w domyśle: szlifierz ludzkich kości.

## Nawiązania do legendy
- Na legendzie o rycerzu Beowulfie i potworze Grendelu została oparta powieść Johna Gardnera Grendel, w której historia została opowiedziana z punktu widzenia potwora i jest swoistą rozprawą o ludzkiej hipokryzji i nietolerancji.
- Jeden z odłamów rasy Zergów w grze komputerowej StarCraft nosi imię Grendela (Grendel Brood).
- W grze The Wolf Among Us w której bohaterowie są postaciami z legend miejskich, baśni i mitów, istnieje postać imieniem Gren która jest okazem „Grendela albinosa”.
- Grendele to potwory w powieści Pan Lodowego Ogrodu autorstwa Jarosława Grzędowicza: „Stwór (...) z szarą, lśniącą skórą pokrytą zielonkawymi plamami, jak gnijące mięso, (...) szczerzył rzędy podobnych do kościanych igieł zębów i stroszył grzebień rzadkich kolców, podobnych do kolców jeżozwierza”.[1]
- Grendel to niezwykły drapieżnik, zbliżony budową do krokodyla, który atakuje osadników z Ziemi na Camelocie – idyllicznej wyspie w pobliżu głównego kontynentu Avalonu, czwartej planety w układzie Tau Ceti, w powieści science fiction Larry'ego Nivena, Jerry’ego Pournelle'a i Stevena Barnesa Dziedzictwo Heorotu.
- Grendel występuje w grze Warframe(inne języki), jako jedna z tytułowych postaci.
- Nazwa przetrwałych w lodzie prehistorycznych stworzeń (ambulocetów, Ambulocetus natans) w powieści Jamesa Rollinsa Lodowa pułapka (Ice Hunt, 2003) i stworzonej do ich badania polarnej stacji naukowej.
- W grze Crysis 2 i Crysis 3 występuje karabin szturmowy Grendel strzelający serią trzech pocisków lub ogniem pojedynczym.
- Grendel to nazwa specjalnej jednostki militarnej w anime Dimension W.
- Miejscowość w grze The Elder Scrolls V: Skyrim o nazwie Wysoki Hrothgar
- Holenderski zespół Grendel grający EBM i industrial powstały w 1997 roku.
- Grendel to także tytuł utworu muzycznego – 20-minutowej suity autorstwa grupy Marillion, inspirowanej powieścią Johna Gardnera.
- W książce Zjadacze umarłych Michaela Crichtona (oraz filmie na podstawie tejże – Trzynastym wojowniku), stanowiącej ponowne opowiedzenie historii Beowulfa (nazwanego tutaj Buliwyfem), Grendel zostaje zastąpiony plemieniem Wendoli.